# Цёрох, Григорий
Григорий Цёрох (пол. Grzegorz Cioroch; 13 февраля 1962, Стараховице — 14 июля 2004) — польский католический священник-францисканец (O.F.M.Conv), сыгравший видную роль в возрождении Католической церкви в России в 1990—2000 годах. Первый глава Российской генеральной кустодии ордена францисканцев-конвентуалов. Основатель Российского издательства францисканцев. Инициатор издания и председатель редакционно-издательского совета русскоязычной Католической энциклопедии.

## Биография
Родился 13 февраля 1962 года в городе Стараховице, Польша. В юности вступил во францисканский орден. 7 сентября 1986 года принёс вечные монашеские обеты. 25 июня 1988 года рукоположен в священники. Обучался философии и богословию в Польше, затем в Папском Восточном институте в Риме. В период обучения проявлял большой интерес к восточнохристианской традиции, в совершенстве овладел русским языком. В 1993 году защитил в Папском Восточном институте докторскую диссертацию по теологии, темой диссертации была история и богословие праздника Успения Богородицы в православной традиции.
В 1993 году по приглашению архиепископа Тадеуша Кондрусевича прибыл в Россию. Преподавал в семинарии Мария — Царица Апостолов, один из основателей московской общины францисканцев. В 1995—2001 годах был настоятелем московского монастыря Святого Франциска.
В 1994 году Цёрох основал издательство францисканцев, которое за период 1994—2014 годов выпустило почти 200 наименований книг христианской тематики. В сентябре 1996 года возглавил редакционно-издательский совет русскоязычной Католической энциклопедии. По словам Апостольского нунция в России Ивана Юрковича «о. Григорий Цёрох … буквально душой и телом посвятил себя этому делу». В должности секретаря литургической комиссии архиепархии Божией Матери занимался подготовкой Римского миссала и Требника на русском языке. Ввёл традицию ежегодной установки рождественского вертепа около Собора Непорочного Зачатия в Рождественское время.
21 февраля 2001 года францисканские общины России были объединены во вновь основанную Российскую генеральную кустодию св. Франциска Ассизского, 13 мая 2001 года Григорий Цёрох был избран первым главой кустодии. Этот пост он занимал до конца жизни, руководя общинами российских францисканцев.
14 июля 2004 года Григорий Цёрох трагически погиб в автокатастрофе около белорусского Бреста, возвращаясь на машине из Польши в Москву. Похоронен в польском монастыре Непокалянув, основанном святым Максимилианом Кольбе. Его преемником на посту генерального кустода стал о. Николай Дубинин, а преемником на посту главы редакционно-издательского совета Католической энциклопедии историк В. Л. Задворный.